# Paolo Tiralongo
Paolo Tiralongo (Avola, 8 luglio 1977) è un dirigente sportivo ed ex ciclista su strada italiano. Scalatore, professionista dal 2000 al 2017, vinse tre tappe al Giro d'Italia. Dal 2018 ricopre ruoli di direttore sportivo.

## Carriera
Tiralongo si mette in evidenza già nella categoria Under-23, con la pistoiese Casini/Giusti/Vellutex diretta da Olivano Locatelli: nel 1998 si piazza terzo al Baby Giro, mentre nel 1999 vince il Triptyque Ardennais in Belgio, una tappa al Giro della Valle d'Aosta (con il secondo posto nella generale) ed è terzo ai campionati tricolori Under-23.
Passa professionista nel 2000 con il team Fassa Bortolo. Nel 2003 si trasferisce alla Ceramiche Panaria-Fiordo e nel 2006 alla Lampre-Fondital. Nel 2009, dopo una lunga carriera da gregario, corre la Vuelta a España da leader della Lampre, concludendo all'ottavo posto finale e rimanendo sempre con i migliori nelle tappe di montagna. L'anno dopo passa tra le file della formazione kazaka Astana.
Ottiene il primo successo da professionista nel maggio 2011, nella diciannovesima tappa del Giro d'Italia, quella con arrivo in salita a Macugnaga: nell'occasione si impone grazie ad un'azione solitaria nel finale, venendo aiutato dall'ex compagno di squadra Alberto Contador. Nel luglio seguente rinnova il suo contratto con il sodalizio kazako. Il 12 maggio 2012 coglie la seconda vittoria da pro, aggiudicandosi la settima tappa del Giro d'Italia da Recanati a Rocca di Cambio, primo arrivo in salita di quella "Corsa rosa".
Nella stagione 2015, sempre in maglia Astana, vince una tappa al Giro del Trentino; poche settimane dopo, nella nona tappa del Giro d'Italia, da Benevento a San Giorgio del Sannio, dopo una lunga fuga, riesce a ottenere il terzo successo personale nella corsa italiana. Lascia le corse a fine 2017, a quarant'anni di età e dopo diciotto stagioni da professionista.
Nel 2018 assume la carica di direttore sportivo dell'UAE Team Emirates, mentre dal 2021 è direttore sportivo del team dilettantistico Velo Racing Plus Team Palazzago.

## Palmarès
- 1998 (Under-23, due vittorie)

Cronoscalata della Futa Under-23
Gran Premio di Poggiana
- 1999 (Dilettanti Under-23, tre vittoria)

Classifica generale Triptyque Ardennais
Gran Premio Chianti Colline d'Elsa
5ª tappa Giro della Valle d'Aosta (Antey-Saint-André > Vetan)
- 2011 (Astana, una vittoria)

19ª tappa Giro d'Italia (Bergamo > Macugnaga)
- 2012 (Astana, una vittoria)

7ª tappa Giro d'Italia (Recanati > Rocca di Cambio)
- 2015 (Astana, due vittorie)

4ª tappa Giro del Trentino (Malé > Cles)
9ª tappa Giro d'Italia (Benevento > San Giorgio del Sannio)

### Altri successi
- 1997 (Under-23, una vittoria)

2ª tappa, 1ª semitappa Giro della Valle d'Aosta (Mieussy > Taninges, cronosquadre)
- 2013 (Astana)

1ª tappa Vuelta a España (Vilanova de Arousa > Sanxenxo, cronosquadre)

## Piazzamenti

### Grandi Giri
- Giro d'Italia

2003: ritirato (12ª tappa)
2005: 32º
2006: 15º
2007: 26º
2009: 38º
2010: ritirato (6ª tappa)
2011: 19º
2012: 23º
2013: 99º
2014: 45º
2015: 19º
2017: 83º
- Tour de France

2006: 70º
2008: 49º
2010: 54º
2011: ritirato (17ª tappa)
2016: 74º
- Vuelta a España

2000: 96º
2002: 43º
2007: ritirato (10ª tappa)
2008: 27º
2009: 8º
2012: 38º
2013: 51º
2014: 33º
2015: ritirato (3ª tappa)

### Classiche monumento
- Milano-Sanremo

2003: 123º
2004: 71º
2005: 57º
- Liegi-Bastogne-Liegi

2008: 58º
2009: 76º
2016: ritirato
- Giro di Lombardia

2002: 76º
2012: 33º
2013: ritirato
2014: 62º
2016: ritirato

### Competizioni mondiali
- Campionati del mondo su strada

Verona - In linea Under-23: 19º
- UCI ProTour/UCI World Tour/Calendario mondiale UCI

2006: 127º
2009: 85º
2012: 120º
2013: 113º
2015: 117º